# توايس ديسكوغرافيا
أصدرت فرقة الفتيات توايس الكورية الجنوبية ثلاثة ألبومات استوديو، وألبومات تجميع، وأربع إصدارات، وثماني اسطوانة مطولة، وتجميع اسطوانة مطولة، وأربعة وعشرين أغنية فردية، مع بيعهم لأكثر من 4.4 مليون ألبوم حتى نوفمبر 2019، تعد توايس فرقة الفتيات الأكثر مبيعًا في كوريا الجنوبية، باعت الفرقة أكثر من 8 ملايين ألبوم في كوريا الجنوبية واليابان بشكل تراكمي، اعتبارًا من ديسمبر 2019.
تم تشكيل الفرقة من قبل جاي واي بي إنترتينمنت في عام 2015 من خلال برنامج Sixteen ، ظهرت الفرقة لأول في أكتوبر 2015 مع إصدار ألاسطوانة المطولة The Story Begins ، وألاغنية الفردية "Like Ooh-Ahh"، تم إصدار ألبوم توايس الثاني بعنوان Page Two ، وألاغنية الرئيسية "Cheer Up" ، في أبريل 2016. ظهرت "Cheer Up" لأول مرة في المرتبة الأولى على مخطط غاون للموسيقى، مما جعلها أول أغنية للفرقة تصل للمرتبة 1 على المخطط، أصبحت الاغنية لاحقًا اعلى أغنية مبيعًا على الإطلاق لعام 2016 في كوريا الجنوبية، في أكتوبر 2016، أصدرت المجموعة ثالث اسطوانة مطولة بعنوان Twicecoaster: Lane 1 مع الاغنية الرئيسية "TT".  أصبحت الاسطوانة المطولة الأكثر مبيعًا لفرقة فتيات في تاريخ مخطط غاون الكوري الجنوبي، حيث تم بيع حوالي 473000 نسخة اعتبارًا من يناير 2020، [4] تجاوز البوم The boys لفرقة غيرلز جينيريشن.
في عام 2017، تم إصدار نسخة إعادة إصدار لالبوم Twicecoaster: Lane 1 و Twicecoaster: Lane 2, في فبراير، وتم إصدار الاسطوانة المطولة الرابعة للفرقة بعنوان Signal في وقت لاحق في مايو، تم إصدار أول ألبوم استديو للفرقة Twicetagram ، في أكتوبر، وأعيد إصداره لاحقًا باسم Merry & Happy في ديسمبر.  أصبحت الإصدارات الثلاثة السابقة للفرقة أفضل ثلاثة ألبومات مبيعًا من قبل فرقة فتيات في عام 2017، في عام 2018، أصدرت الفرقة الاسطوانة المطولة الخامسة بعنوان What Is Love? ، في أبريل، والسادسة بعنوان Yes or Yes في نوفمبر، وحافظت الفرقة على نجاحها، واستمرت في كونها أكثر فرقة فتيات مبيعًا لهذا العام.
في اليابان، اصدرن توايس لأول مرة في يونيو 2017 أول ألبوم تجميع ياباني لهم #Twice ، وحصل على أول شهادة بلاتينية من رابطة صناعة التسجيلات اليابانية (RIAJ).  كما حصلت اغاني الفرقة الفردية اليابانية "One More Time" و "Candy Pop" على شهادة البلاتينية في اليابان، الأغنية الثالثة "Wake Me Up" ، حصلت على البلاتين المزدوج، لتصبح أول أغنية لفنان أجنبي تحصل على هذه الشهادة، في عام 2019، تم إصدار أغنيتي توايس الرابعة والخامسة "HappY Happy" و "Breakthrough"، في يونيو.

## أسطوانة مطولة
| الأسم              | التفاصيل                                                                            | المراتب في المخططات | المراتب في المخططات | المراتب في المخططات | المراتب في المخططات | المراتب في المخططات | المراتب في المخططات | المراتب في المخططات | المراتب في المخططات | المراتب في المخططات | المراتب في المخططات | المبيعات                                                                                              | الشهادات         |
| الأسم              | التفاصيل                                                                            | KOR                 | AUS Dig.            | JPN                 | JPN Hot             | FRA Dig.            | SPA                 | UK Down             | UK Indie            | US Heat.            | US World            | المبيعات                                                                                              | الشهادات         |
| ------------------ | ----------------------------------------------------------------------------------- | ------------------- | ------------------- | ------------------- | ------------------- | ------------------- | ------------------- | ------------------- | ------------------- | ------------------- | ------------------- | --- | ---------------- |
| القصة تبدأ         | - الإصدا: أكتوبر 20, 2015 (كوريا الجنوبية) - الشركة: جاي واي بي إنترتينمنت          | 3                   | —                   | 43                  | —                   | —                   | —                   | —                   | —                   | —                   | 15                  | - كوريا الجنوبية: 199,696 - اليابان: 47,448 - الولايات المتحدة: 4,000                                 |                  |
| الصفحة الثانية     | - الإصدار: أبريل 25, 2016 - الشركة: جاي واي بي إنترتينمنت                           | 2                   | —                   | 16                  | —                   | —                   | —                   | —                   | —                   | —                   | 6                   | - كوريا الجنوبية: 313,474 - اليابان: 58,220                                                           |                  |
| توايسكوستر: لاين 1 | - الإصدار: أكتوبر 24, 2016 - إعادة إصدار نسخة جديدة: ديسمبر 19, 2016 - الشكركة: JYP | 1                   | —                   | 10                  | —                   | —                   | —                   | —                   | —                   | —                   | 3                   | - كوريا الجنوبية: 475,699 - اليابان: 139,067 - الولايات المتحدة: 1,000                                |                  |
| ماهو توايس؟        | - الإصدار: فبراير 24, 2017 (اليابان) - الشركة: وارنر ميوزيك يابان                   | —                   | —                   | —                   | 16                  | —                   | —                   | —                   | —                   | —                   | —                   | |                  |
| إشارة              | - الإصدار: مايو 15, 2017 - الشركة: JYP                                              | 1                   | —                   | 11                  | —                   | —                   | —                   | —                   | —                   | 11                  | 3                   | - كوريا الجنوبية: 382,610 - اليابان: 65,331 - الولايات: 1,000                                         |                  |
| ماهو الحب؟         | - الإصدار: أبريل 9, 2018 - الشركة: JYP                                              | 2                   | —                   | 2                   | 10                  | —                   | —                   | —                   | —                   | 13                  | 3                   | - كوريا الجنوبية: 404,989 - اليابان: 112,694 (Phy.) - اليابان: 4,327 (Dig.)                           | - KMCA: Platinum |
| يس أور يس          | - الإصدار: نوفمبر 5, 2018 - الشركة: JYP                                             | 1                   | —                   | 1                   | 7                   | 125                 | —                   | —                   | —                   | 13                  | 7                   | - كوريا الجنوبية: 374,401 - اليابان: 186,392 (Phy.) - اليابان: 5,318 (Dig.)                           | - KMCA: Platinum |
| فانسي يو           | - الإصدار: أبريل 22, 2019 - الشركة: JYP                                             | 2                   | 22                  | 1                   | 11                  | 54                  | 88                  | —                   | 34                  | 4                   | 4                   | - كوريا الجنوبية: 408,499 - اليابان: 128,490 (Phy.) - اليابان: 4,289 (Dig.) - الولايات المتحدة: 1,000 | - KMCA: Platinum |
| فيل سبيشل          | - الإصدار: سبتمبر 23, 2019 - الشركة: JYP                                            | 1                   | —                   | 3                   | 13                  | 35                  | 47                  | 42                  | —                   | 10                  | 6                   | - كوريا الجنوبية: 443,429 - اليابان: 102,893 (Phy.) - اليابان: 3,461 (Dig.) - الولايات المتحدة: 1,000 | - KMCA: Platinum |
| مور & مور          | - الإصدار: يونيو 1, 2020 - الشركة: JYP, Republic                                    |                     |                     |                     |                     |                     |                     |                     |                     |                     |                     | |                  |

عالميا 1000000

## فيديوغرافي

### فيديوهات البوم
| اسم الفيديو                                   | التفاصيل                                                                                      | Peaks           | Peaks       | المبيعات          |
| اسم الفيديو                                   | التفاصيل                                                                                      | دي في دي ياباني | JPN Blu-Ray | المبيعات          |
| --------------------------------------------- | --------------------------------------------------------------------------------------------- | --------------- | ----------- | ----------------- |
| Twice Debut Showcase"Touchdown in Japan"      | - الإصدار: ديسمبر 20, 2017 (اليابان) - الشركات: وارنر ميوزيك يابان - النوع: دي في دي، Blu-ray | 4               | 7           | - اليابان: 64,269 |
| Twice Dome Tour 2019"#Dreamday" in Tokyo Dome | - الإصدار: March 4, 2020 (اليابان) - الشركات: وارنر ميوزيك يابان - النوع: دي في دي، Blu-ray   | 1               | 3           | - اليابان: 45,577 |

### فيديو موسيقى
| اسم الاغنية                                     | السنة | الإخراج                                                | Ref. |
| ----------------------------------------------- | ----- | ------------------------------------------------------ | ---- |
| "Like Ooh-Ahh" (Ooh-Ahh하게)                    | 2015  | Naive Creative Production                              |      |
| "Cheer Up"                                      | 2016  | Naive Creative Production                              |      |
| "TT"                                            | 2016  | Naive Creative Production                              |      |
| "Knock Knock"                                   | 2017  | Naive Creative Production                              |      |
| "Signal"                                        | 2017  | Naive Creative Production                              |      |
| "TT (Japanese ver.)"                            | 2017  | Jimmy (BS Pictures)                                    |      |
| "One More Time"                                 | 2017  | Naive Creative Production                              |      |
| "Likey"                                         | 2017  | Naive Creative Production                              |      |
| "Heart Shaker"                                  | 2017  | Naive Creative Production                              |      |
| "Merry & Happy"                                 | 2017  | Mustache Films                                         |      |
| "Candy Pop"                                     | 2018  | Naive Creative Production Takahiko Kyōgoku (animation) |      |
| "Brand New Girl"                                | 2018  | Jimmy (BS Pictures)                                    |      |
| "What Is Love?"                                 | 2018  | Naive Creative Production                              |      |
| "Wake Me Up"                                    | 2018  | Jimmy (BS Pictures)                                    |      |
| "I Want You Back"                               | 2018  | Jimmy (BS Pictures)                                    |      |
| "Dance the Night Away"                          | 2018  | Naive Creative Production                              |      |
| "BDZ"                                           | 2018  | Naive Creative Production                              |      |
| "Yes or Yes"                                    | 2018  | Naive Creative Production                              |      |
| "The Best Thing I Ever Did" (올해 제일 잘한 일) | 2018  | Mustache Films                                         |      |
| "Fancy"                                         | 2019  | Naive Creative Production                              |      |
| "Happy Happy"                                   | 2019  | Naive Creative Production                              |      |
| "Breakthrough"                                  | 2019  | Naive Creative Production                              |      |
| "Feel Special"                                  | 2019  | Naive Creative Production                              |      |
| "Fake & True"                                   | 2019  | Vishop (Vikings League)                                |      |
| "More & More"                                   | 2020  | Naive Creative Production                              |      |
| Fanfare                                         | 2020  | Naive Creative Production                              |      |
| I can't stop me                                 | 2020  | Naive Creative Production                              |      |